# أوسكار فرنانديز
أوسكار فرنانديز (بالإسبانية: Oscar Fernández Monroy) (23 ديسمبر 1987 مدينة مكسيكو المكسيك - ) هو لاعب كرة قدم مكسيكي يلعب كمهاجم.

## روابط خارجية
- أوسكار فرنانديز على موقع قاعدة بيانات كرة القدم.إي يو (الإنجليزية)
- أوسكار فرنانديز على موقع Soccerway.com (الإنجليزية)
- أوسكار فرنانديز على موقع AS.com (الإسبانية)